# Monique Leyrac
Monique Leyrac (née Monique Tremblay) est une actrice et chanteuse québécoise née le 25 février 1928 à Montréal et morte à Cowansville le 15 décembre 2019.
Artiste aux multiples talents, elle commence sa carrière dans le milieu des cabarets montréalais. Elle se fait ensuite connaître au théâtre par ses interprétations dans de nombreuses mises en scène de Shakespeare, Racine, Molière, Feydeau et Brecht au Théâtre du Nouveau Monde, ainsi que dans des pièces contemporaines au Théâtre du Rideau vert. Ses interprétations, acclamées tant par le public que par la critique, lui méritent de nombreuses reconnaissances.
À la télévision, elle est connue pour son animation de l'émission de variétés Pleins feux ainsi que pour son rôle de la secrétaire Claire dans Les Enquêtes Jobidon. Dans le domaine de la chanson, Monique Leyrac prête sa voix aux textes de Gilles Vigneault, Claude Léveillée et d'autres auteurs du Québec, devenant l'une des principales interprètes québécoises de la décennie 1960. Francophile dans une période fortement influencée par la musique populaire anglo-américaine, elle tient à faire connaître des textes et des compositions de créateurs francophones. Son interprétation de Mon Pays lui mérite les grands prix du Festival international de la chanson de Sopot et du Festival de la chanson d'Ostende en 1965.
Également connue pour ses spectacles concepts sur des textes d'Émile Nelligan, Félix Leclerc, Charles Baudelaire, Jacques Prévert et Bertolt Brecht, Monique Leyrac a été l'une des interprètes du Québec les plus reconnues sur la scène internationale.

## Biographie

### Jeunesse

#### Origines
Monique Tremblay vient au monde à Montréal, dans le quartier Rosemont. Elle est la troisième de huit enfants de Thomas Tremblay, un menuisier originaire de Grande-Baie (Saguenay), et de son épouse Lucienne Laperle. Ses parents se sont connus en jouant de la musique; du violon pour le père et du piano pour la mère.
Son enfance est marquée par la pauvreté. Son père étant au chômage à cause de la crise économique des années 1930, la famille doit déménager fréquemment. Comme elle le raconte dans ses souvenirs, Monique passe ainsi sa jeunesse dans un environnement en changement constant : « Et toute mon enfance je l'ai vécue dans Rosemont, Rosemont tout le temps, Rosemont Sainte-Philomène, sur la 4e et sur la 6e Avenue, puis Rosemont Saint-François Solano rue Orléans, mais surtout la rue Charlemagne, Charlemagne en bas de Masson, puis en haut de Masson, du côté impair d'abord, puis du côté pair, puis recôté impair et puis recôté pair… ».
Très tôt, la petite Monique montre les signes d'une vive imagination et d'une forte personnalité. Avant même d'avoir l'âge d'aller à l'école, elle monte ses premiers spectacles avec ses sœurs et ses cousines habitant tout près de chez elle : « Perfectionnistes, nous défaisions les lits, mettions la maison à sac, vidant les tiroirs maternels pour un bout de ruban rose, toute guenille nous était bonne pour planter notre décor, habiller nos personnages et frapper d'admiration l'éventuel spectateur, en l'occurrence ma mère… ». Inventant ses propres histoires, la future comédienne prend l'habitude de se donner déjà le premier rôle, un choix irritant passablement ses sœurs. Face à leurs récriminations, elle ironise : « Pourtant, comme disait Sarah Bernhardt, "te plains pas, t'as un beau rôle, tu m'écoutes tout le temps!" ».

#### Formation scolaire et engagement dans les Guides
À l'automne 1934, Monique Leyrac entre à l'école Madeleine d'Ailleboust, située devant sa maison. Malgré son tempérament de fille distraite et rêveuse, elle est également une grande lectrice et une élève très studieuse. Ses excellents résultats lui permettent de se démarquer rapidement de ses camarades. Comme elle le résume en ses propres mots : « J'aimais bien être la première en tout ».
Impressionné par ses bonnes notes, un curé lui rend un jour visite, chez elle. Celui-ci l'encourage à se joindre aux Guides et lui remet une petite somme pour se procurer l'uniforme requis. Ravie, la petite Monique accepte son offre avec enthousiasme : « Plus qu'un souhait devenu réalité, j'eus l'impression d'une porte qui s'ouvrait sur l'univers. Et c'est dans la joie et la ferveur que je m'initiai aux principes, aux professions de foi de la grande confrérie de Baden-Powell et me préparai au soir de la veille d'armes et de la promesse solennelle […]. Cet engagement sur l'honneur vous avait un côté chevaleresque qui n'était pas sans rappeler les Chevaliers de la Table ronde, les Croisés du Moyen Âge et ce Don Quichotte entraperçus au hasard de mes lectures. J'y trouvai un appel au dépassement de soi. Un moyen de combattre sa peur, sa faiblesse, sa lâcheté, de repousser l'injustice, la tristesse, le médiocre quotidien, la tentation du néant. Un idéal, quoi! ».
Elle s'épanouit dans ce milieu, devenant vite habile aux jeux d'adresse et de mémorisation. Surmontant sa timidité naturelle, gagnant en confiance, elle défie l'autorité : « Celles-ci [les sœurs enseignantes] d'ailleurs, sentant qu'on échappait à leur influence, ne savaient qu'inventer pour contrarier nos activités chez les Guides, et, tout en ayant l'air de les ignorer, sous n'importe quel prétexte nous retenaient en classe pour nous empêcher d'assister aux réunions. Certaine pourtant de mon bon droit, j'étais révoltée par cette attitude ». Avec deux consœurs, Monique fonde une société secrète, les « Chevalières des Trois X », dont elle sera la présidente et qui servira de tremplin à ses espiègleries : « Notre activité principale serait d'inventer chaque semaine un mauvais coup, un genre de B.A. à l'envers, qui non seulement ferait enrager la sœur, mais qui mettrait à l'épreuve notre sang-froid, notre détermination et notre courage, et, bien entendu, mettrait toute la classe en joie ».
Malgré des notes suffisantes pour passer directement de la cinquième à la septième année, Monique montre peu d'intérêt pour les études : « La vérité c'est que je m'ennuyais en classe. Il me suffisait de quelques minutes de concentration pour saisir l'essentiel de ce que la sœur expliquait, après je ne savais plus à quoi occuper mon esprit. Et j'avais découvert que s'occuper à inventer des mauvais coups, c'était amusant et puis, ça faisait rire mes amies. J'en éprouvais une grande fierté. Et puis, faire rire les autres, est-ce que ça n'est pas une façon de se prouver qu'on est aimé? »           

#### Naissance d'une vocation
En 1941, à la suite de l'embauche de sa mère dans une fabrique de chapeaux, Monique quitte l'école pour s'occuper de la maisonnée : « Et je n'ai même pas eu le temps de le regretter, empoignée que j'ai été dès le premier jour par la besogne à abattre. D'abord, préparer les déjeuners et les enfants pour l'école, peigner les jumelles [ses sœurs], ensuite laver la vaisselle, faire les chambres, passer la vadrouille, épousseter partout, entretenir le feu, laver les planchers, faire à manger. Toutte! ».
Composant avec cette nouvelle réalité « d'être devenue une grande personne à qui on pouvait confier la charge de maîtresse de maison en toute sécurité », la jeune Monique continue néanmoins à espérer un autre avenir. Lectrice de romans d'Ernest Renan, d'André Maurois, de Pierre Benoît, de Paul Bourget, elle était également une amatrice de radio, connaissant bien les émissions et les chansons des vedettes de l'époque comme René Lecavalier, Roger Baulu et Lucille Dumont. L'arrivée d'un piano droit à la maison lui permet de recevoir ses premières leçons de solfège de sa mère. Cette dernière « qui avait étudié chez les sœurs, [lui enseigne] comment, le dos bien droit, on doit garder l'avant-bras horizontal jusqu'au bout des premières phalanges, et comme de petits marteaux, laisser tomber ses doigts sur les notes ». Elle apprend ainsi ses premiers airs de Mozart, Mendelssohn, Scarlatti, Chopin et Beethoven.

### Débuts

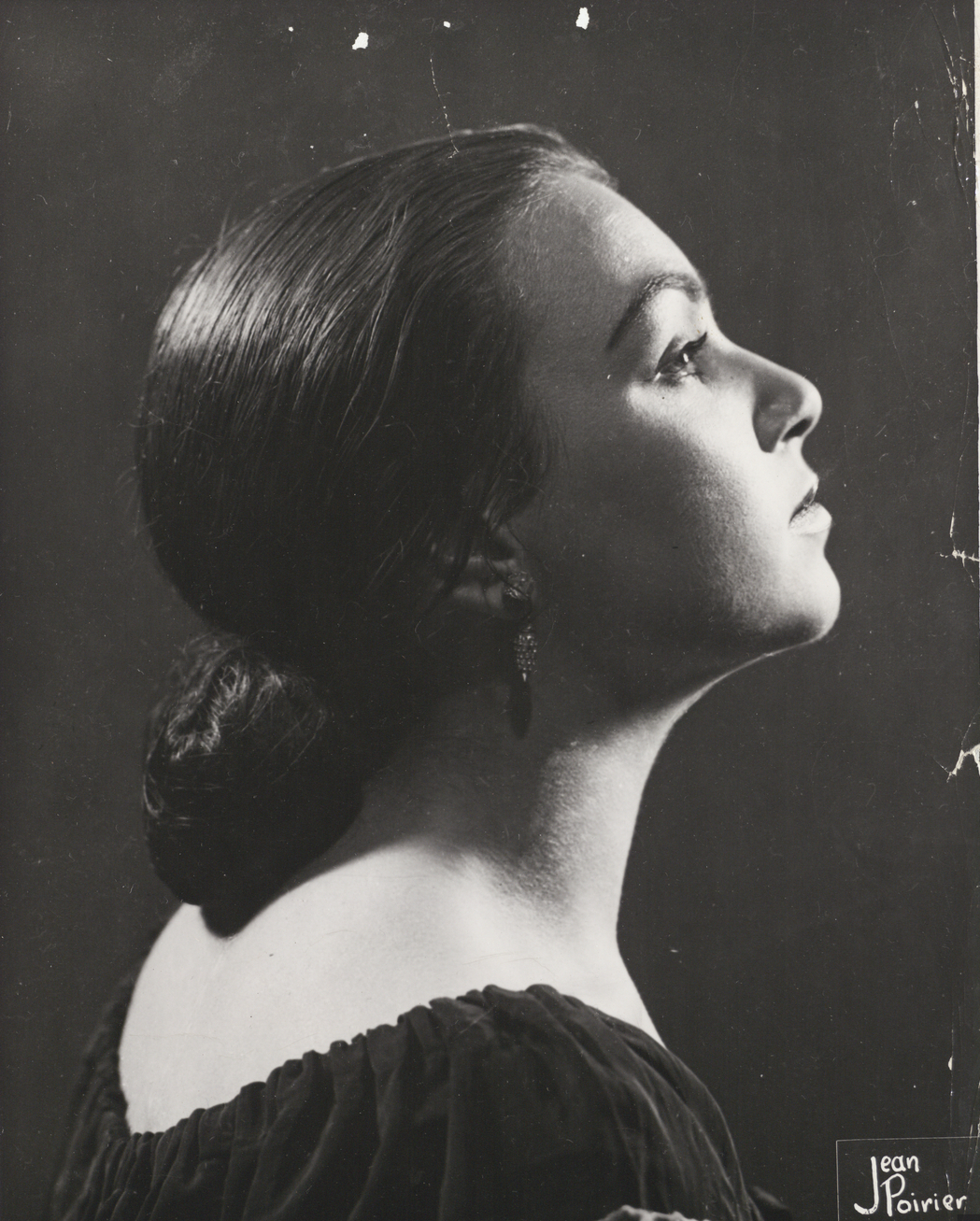
Monique Leyrac à ses débuts.

#### Jeanne Maubourg
À l'âge de quatorze ans, Monique se fait embaucher dans un atelier de fabrication de morceaux d'avions où travaille sa sœur aînée, pour l'effort de guerre. Ce travail lui offre une sécurité financière, mais il est répétitif. C'est alors qu'elle commence à songer à devenir actrice. En effet, déjà à l'époque, elle commençait à pratiquer devant son miroir, « toute la gamme des émotions de la surprise à l'effroi, [pensant] à quelque chose de triste, [tirant] de vraies larmes, pour voir ». Son contremaître l'encourage dans son ambition et lui fait part d'un cours d'art dramatique donnés par une certaine Jeanne Maubourg. Comédienne d'origine belge, Jeanne Maubourg était notamment connue pour son rôle dans la populaire émission La Pension Velder, ainsi que pour avait conté le récit d'Yvette Guilbert. L'histoire de cette chanteuse française qui avait réussi à imposer son talent aux scènes parisiennes à partir de ses débuts modestes dans un atelier de couture avait beaucoup ému Monique.
La jeune fille écrit à madame Maubourg pour lui faire part de son ambition. Elle reçoit une réponse, deux mois plus tard, l'invitant à l'appeler au téléphone. Cette réponse l'émeut au plus haut point : « Ah! j'aurais voulu sauter en l'air, exulter, pousser des exclamations de joie, mais au lieu de cela, pour ne pas attirer l'attention, et comme je le faisais souvent depuis que je voulais devenir actrice, j'allai épier mon visage devant le miroir pour en saisir l'expression heureuse ». Elle se rend alors au domicile de la dame Maubourg, à l'hôtel La Salle, rue Drummond,.
Lors de leur première rencontre, Monique lui récite Les Animaux malades de la peste, une fable de La Fontaine qu'elle avait apprise par cœur. Jouant chacun des animaux à tour de rôle, elle convainc madame Maubourg de la prendre sous son aile. Elle apprend alors les rudiments du théâtre à partir de textes de Racine, Corneille, Molière et de Musset. Cette entrée modeste dans le monde du théâtre la mène à quitter son emploi en atelier dans un geste d'éclat. Un jour, ses patrons lui imposent le port d'un « épais et disgracieux filet de coton bleu » pour les cheveux. Elle refuse d'obéir. Elle se révolte et tente d'entraîner ses collègues dans sa mutinerie. Malgré tous ses efforts, ses collègues ne la suivent pas. Elle démissionne.

#### Radio
En 1943, sa professeure lui obtient sa première audition pour le rôle principal dans Le Chant de Bernadette, un radiothéâtre sur la vie de la célèbre sainte catholique Bernadette Soubirous. Monique se retrouve parmi vingt autres aspirantes, dont Marjolaine Hébert, Huguette Oligny et Janine Sutto. Finalement, au bout d'un long processus de sélection, c'est à elle que le rôle est offert. Suivant les conseils de madame Maubourg, jugeant que le nom de Tremblay n'était pas convenable pour la scène, Monique change son nom. S'inspirant d'un nom qu'elle avait lu au hasard dans un article de La Presse, Monique Tremblay devient Monique Leyrac.
Sa prestation de Bernadette Soubirous est accueillie avec enthousiasme par la critique. On souligne « le talent, la fraîcheur […] et la simplicité » de la jeune comédienne « rempli[ssant] à la perfection le rôle de Bernadette », faisant honneur « à son professeur [Jeanne Maubourg] et à tous ceux qui ont eu confiance en elle ». La qualité de sa voix ainsi que sa capacité « à lire et à donner les nuances voulues dès la première lecture d'un texte » lui méritent également des éloges.
Dès 1944, Monique Leyrac commence à enchaîner les rôles à la radio. Elle joue notamment dans la série Yvan l'intrépide ainsi que dans le rôle de Constance Bonacieux dans une adaptation des Trois Mousquetaires,.

#### Cabarets et cinéma

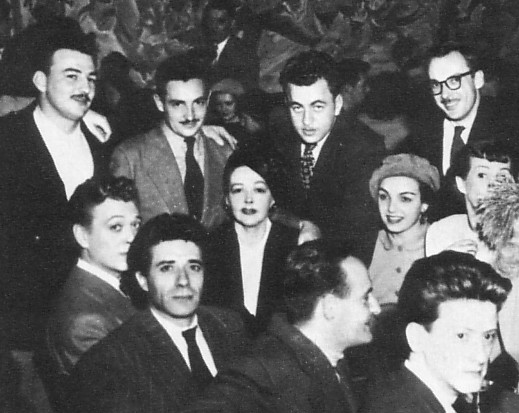
Monique Leyrac au Faisan Doré en 1948 (rangée du centre, deuxième à partir de la droite).

Dans les années 1940, Monique Leyrac et ses amis sont des habitués des cabarets montréalais. Bien qu'elle n'avait pas encore l'âge de la majorité à l'époque, elle fréquentait régulièrement le Faisan Doré. Ce cabaret était un endroit fort réputé pour la qualité de ses spectacles ainsi que pour l'animation de Jacques Normand. Un soir de 1948, alors que Leyrac s'y rend comme simple cliente avec son amie Denise Proulx, l'une des chanteuses habituelles du cabaret avait dû s'absenter. Le patron de l'établissement, Edmond Martin, approche Monique Leyrac et lui propose de remplacer la chanteuse. Hésitante, mais déterminée, elle accepte. Sur l'air de Les nuits de Montréal, elle offre une prestation qui séduit aussitôt le public.
C'est ainsi que Monique Leyrac fait ses débuts sur scène. Sans avoir fait les grandes écoles d'art dramatique, elle apprend son métier sur les planches. Elle fait rapidement la connaissance de professionnels comme Robert Rivard et Paul Berval, mais aussi Fernand Gignac, Aglaé, Jean Rafa, Pierre Roche, Charles Aznavour et même Édith Piaf. Apprenant à capter l'attention du public et à bien réussir ses effets, pour émouvoir et pour faire rire, elle fait preuve d'un sens inné du timing et de la répartie cinglante. Tout en apprenant à jouer, elle développe aussi son répertoire musical, offrant des reprises de succès latino-américains, de ballades sentimentales américaines et de chansons françaises.
Puis, en 1950, elle fait une première incursion au grand écran. Elle est choisie par le réalisateur Jean-Yves Bigras pour jouer dans Les Lumières de ma ville, un mélodrame musical de style américain. Partageant l'écran avec Huguette Oligny et Guy Mauffette, Leyrac y joue une chanteuse de cabaret. Ce rôle donne un aperçu de l'étendue de son talent musical, grâce à une dizaine de chansons originales écrites par Pierre Petel, sur de la musique d'Alan McIver,.

#### Carrière européenne
Après le tournage du film, Monique Leyrac veut continuer à développer ses talents, ainsi que sa propre personnalité artistique. Prenant ses distances avec « la facilité […] et les airs américains, aux rengaines accrocheuses », elle se tourne peu à peu vers des auteurs-compositeurs plus actuels, avec « des textes qui reflètent la culture de son propre pays, du moins de celle des pays francophones ». À l'automne 1950, elle quitte donc le Québec et s'installe en France.
À Paris, avec l'aide d'Edmond Martin (du Faisan Doré) et de son frère Marius, elle décroche ses premiers contrats dans des boîtes comme le cabaret de Suzy Solidor. Dans ce nouveau milieu, elle croise Félix Leclerc, qui vivait alors lui aussi sa première expérience de chanteur en France. Se retrouvant tous les deux loin de chez eux, dans des circonstances similaires, les deux Québécois développent une grande complicité. Un soir, en écoutant Félix Leclerc réciter ses poèmes en s'accompagnant à la guitare, Monique Leyrac est prise d'une vive émotion. Pour elle, cette poésie représente tout à fait le genre de textes en français qu'elle cherche à interpréter. Elle lui demande alors la permission de chanter aussi ses chansons. Avec l'accord de Leclerc, elle enregistre ainsi l'un de ses premiers disques 78 tours pour la multinationale RCA Victor, sur lequel se retrouve son interprétation du classique Le P'tit bonheur.
En 1951, Leyrac fait une tournée de spectacles qui la mène en Belgique, en Suisse et au Liban. En août, elle revient à Montréal après s'être fait offrir un contrat au cabaret Le Montmartre (le nouveau nom du Faisan Doré). Toutefois, à la suite d'une mésentente avec le nouveau propriétaire de l'endroit, son contrat est rompu. Prévoyant profiter de ce revirement inattendu pour retourner aux études, un autre engagement lui est offert par son ami Jacques Normand à son nouveau cabaret, Le Saint-Germain-des-Prés. Ayant des impératifs financiers, elle accepte cette nouvelle offre.

#### Rencontre avec Jean Dalmain

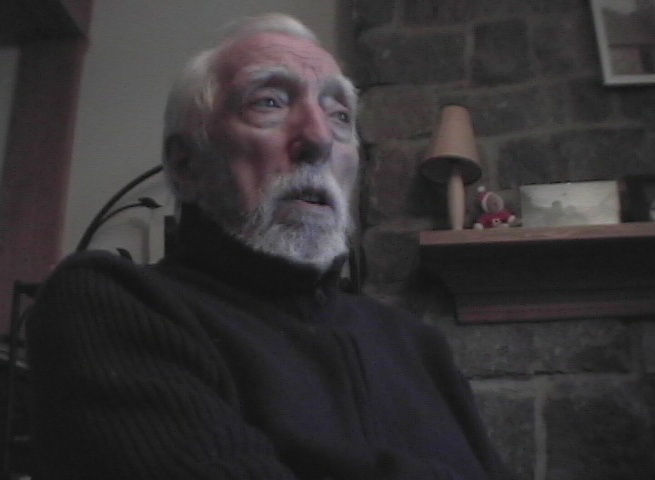
Jean Dalmain.

À l'hiver 1952, Monique Leyrac fait la rencontre de l'homme de théâtre Jean Dalmain. D'origine française, membre de la troupe de Louis Jouvet, Dalmain s'était installé à Montréal pour aider un ami rencontré à Paris – Jean Gascon – à mettre sur pied sa compagnie théâtrale : le Théâtre du Nouveau Monde (TNM),.
Cette rencontre marque un tournant majeur dans la carrière de Monique Leyrac. Dalmain, qui devient son amoureux, comprend que la vocation première de Leyrac était le théâtre plutôt que la chanson. L'homme de théâtre décide donc de prendre la jeune femme sous son aile pour l'aider à devenir une véritable comédienne.

#### Premiers rôles
En 1953, Dalmain est choisi par le TNM pour monter les Trois farces de Molière : Le mariage forcé, Sganarelle et La jalousie du Barbouillé. Il offre le rôle principal féminin de ces pièces à son épouse. Avec enthousiasme, Monique Leyrac se glisse dans la peau de ces personnages. Son biographe écrit : « Ces rôles personnifient de fausses naïves, éprises de liberté, coquines et rouées. Elles ont en commun d'être imaginatives et de se sortir des imbroglios les plus inextricables avec élégance et virtuosité. Elles sont belles, jeunes, coquettes, intelligentes et Monique se sent tout à fait en symbiose avec les textes qu'elle doit défendre ». Le ton léger de ces pièces permet à la comédienne de se servir de ses nombreux atouts développés dans les cabarets, notamment « son sens du timing, son talent instinctif pour le punch ». Après plusieurs mois de préparation et de répétition, la première pièce dans laquelle elle joue a lieu au début du mois d'août 1954. Dans les années à venir, la critique et le public accueillent chaleureusement ces pièces, particulièrement les prestations de Leyrac,,.
En parallèle de ses engagements au théâtre, elle apparaît dans sa première émission de télévision. Elle joue le rôle principal dans Anne-Marie, une comédie en 29 épisodes écrite par Eugène Cloutier et diffusée sur les ondes de Radio-Canada,. Toutefois, le succès des pièces au TNM l'amène rapidement sur la route avec le reste de la troupe. Elle se produit ainsi à Québec, Sherbrooke, Ottawa et Stratford en Ontario. Puis, en juin 1955, toute la troupe est invitée à Paris pour participer au 2e Festival international d'art dramatique. Lors de ce voyage dans la Ville Lumière, Leyrac sera particulièrement marquée par sa rencontre avec le célèbre dramaturge allemand Bertolt Brecht, venu présenter sa nouvelle pièce Le Cercle de craie caucasien au Festival.
Durant cette période, Monique Leyrac s'établit à Paris avec Jean Dalmain. Pendant son séjour, elle développe sa culture théâtrale. Elle se rend fréquemment à la Comédie-Française, à l'Odéon et au Théâtre national populaire (TNP) alors dirigé par Jean Vilar. Suivant ses goûts personnels fort variés, elle s'intéresse autant au théâtre grec antique qu'aux pièces de boulevard plus légères. Elle découvre ainsi les auteurs anciens, modernes, français, étrangers, en plus de faire l'apprentissage des pièces de Beckett, Ionesco, Shakespeare et Feydeau. Elle effectue aussi une tournée au Maroc, jouant dans deux pièces mises en scène par son mari : Le Malade imaginaire de Molière et Le Dialogue des Carmélites de Bernanos (aux côtés d'Emmanuelle Riva).

### Période d'effervescence
À la fin de 1958, Monique Leyrac revient au Québec. Sa carrière connaît une grande effervescence, alors que la société est sur le point d'être balayée par une période de bouleversements sans précédent.

#### Premiers succès au TNM
D'abord, au grand écran, elle se retrouve aux côtés de son ami Félix Leclerc dans Félix Leclerc troubadour (1959) de Claude Jutra. Puis, au théâtre, elle joue aux côtés de son mari dans Oscar et Masure, deux comédies de Claude Magnier, ainsi que dans le Spectacle 1900 de Georges Courteline,,. Elle est ensuite choisie pour jouer Maggy dans Le Dindon de Feydeau, mis en scène par Jean Gascon au TNM en 1960. Cette pièce caractérisée par ses situations absurdes et comiques, son rythme extrêmement rapide et ses dialogues cinglants permet à Leyrac de remporter un vif succès, tant auprès du public que de la critique,.
À l'automne 1961, elle joue aux côtés de son mari dans Bérénice de Racine pour les Jeunesses musicales du Canada. Puis, elle est choisie pour un rôle qui sera déterminant dans sa carrière : celui de Polly Peachum dans L'Opéra de quat'sous de Brecht et Weill. Son interprétation de cette jeune femme d'apparence naïve, devenue amoureuse d'un bandit, mais acceptant avec courage de faire face aux conséquences cruelles de cette vie dangereuse, marque grandement le public,. Le futur dramaturge Michel Tremblay, alors jeune spectateur, raconte dans ses souvenirs le bouleversement qu'il a ressenti durant cette prestation :     

« Le début du spectacle se passe bien, je m'amuse, Jean Dalmain et Germaine Giroux, qui campent un magnifique couple Peachum, me font rire, Monique Leyrac est étonnante de fraîcheur en Polly [...]. Le grand coup arrive pendant la scène du mariage : Mack-the-Knife et Polly trônent au milieu d'une longue table où sont également installés les "employés" du bandit, voleurs, brigands, cambrioleurs de tout acabit, silhouettes amusantes, taillées à grands traits, de la petite pègre des villes, qui finit par se ressembler partout où elle sévit. Ils n'ont aucune classe; leur patron en a pour eux tous. Ils boivent, ils mangent, le ministre qui vient d'unir Mack et Polly est plus soûl que tout le monde, la salle rit beaucoup...
Puis Polly se lève parce qu'on vient de lui demander de chanter. Elle prend un grand châle bleu qu'elle met sur ses épaules et annonce sa chanson, un peu comme au music-hall...
Les trois minutes qui suivent sont parmi les plus intenses de toute ma vie de dévoreur de culture. Monique Leyrac chante La Fiancée du pirate. Qu'est-ce qui fait qu'un moment comme celui-là marque toute la vie d'un être, à part, bien sûr, le fait qu'une interprète se trouve devant lui, mais pas celle des gens qui l'entourent? Je ne suis pas le seul à être pâmé, bien sûr, la salle ne s'y trompe pas, on lui fait un triomphe, mais pourquoi est-ce que moi, tout à coup, j'ai envie de me jeter en bas du balcon (j'y pense vraiment pendant un quart de seconde), de m'immoler sur l'autel du théâtre comme si je venais d'être témoin de la plus grande interprétation de l'histoire de la civilisation? Pourquoi est-ce que cette interprète-là, à ce moment-là, me bouleverse tant, pourquoi est-ce que je veux mourir, pourquoi est-ce que je pense que ma vie est terminée à la fin d'une chanson toute simple dans laquelle une serveuse rêve à l'arrivée d'un marin qui détruirait tout autour d'elle pour pouvoir l'enlever sur son navire? C'est ce que je me demande pendant que les bravos fusent de partout dans la salle et que je reste muet d'émotion [...]. Je reste immobile au lieu d'applaudir, je savoure encore ce que je viens de voir et d'entendre (le châle bleu, les mains de Polly qui se lèvent, à la fin de la chanson, dans un grand geste de victoire, la voix si chaude de Monique Leyrac qui va chercher ce que j'ai de plus sensible au fond du cœur) [...] 
Monique Leyrac est auréolée de lumière, la salle hurle, le grand châle bleu bouge un peu comme si la chanteuse, émue, n'arrivait pas à retenir sa nervosité ou sa joie, et un grand efflanqué, quelque part au balcon, un ancien enfant qui à cinq ans déjà n'arrivait pas à extérioriser ses sentiments au théâtre, pense à se suicider tant ce moment, fini, envolé pour toujours, fut intense. »

La critique de l'époque est également très positive. Dans les pages du Devoir, le critique Jean Hamelin affirme que l'interprétation de « Monique Leyrac […] donne une traduction scénique qui compte parmi les plus belles choses que nous ayons vues à Montréal ».
En 1962, elle joue au Théâtre du Rideau vert dans L'Idiote de Marcel Achard. Sur les planches du TNM, toujours avec Jean Dalmain, elle joue dans Richard II de Shakespeare, George Dandin et Le Médecin malgré lui de Molière. L'année suivante, au Rideau vert, elle joue dans Le Fils d'Achille de Claude Chauvière aux côtés de Geneviève Bujold.

#### Une voix au service de la poésie québécoise
En parallèle de sa carrière au théâtre, Monique Leyrac continue à chanter. Cherchant à développer un répertoire reflétant ses aspirations et ses états d'âme, elle se met en quête d'auteurs sensibles aux nouvelles réalités du Québec de la Révolution tranquille. C'est ainsi qu'en février 1962, elle fait la rencontre de Gilles Vigneault. Connaissant ce poète originaire de Natashquan par les journaux et la radio, l'actrice-chanteuse se découvre rapidement une affinité naturelle avec lui. Creusant son idée au courant d'un voyage entre Québec et Montréal, elle lui soumet un projet de spectacle et de disque exclusivement constitués de chansons d'auteurs du Québec, avec Vigneault en tête. Le jeune auteur est aussitôt conquis. Il accepte. Leyrac partage cette idée avec son ami Claude Léveillée, qui a déjà écrit des chansons pour Édith Piaf. Acceptant à son tour, les trois artistes collaborent ensemble et produisent l'album Monique Leyrac chante Vigneault et Léveillée qui paraît en octobre 1963.
Pour le compositeur François Dompierre, cet album « mythique » et « historique » s'inscrit au patrimoine musical du Québec par ses « dix chansons magnifiques interprétées par la plus célèbre chanteuse du pays qui, dans sa 35e année, est en pleine maturité ».

#### Télévision

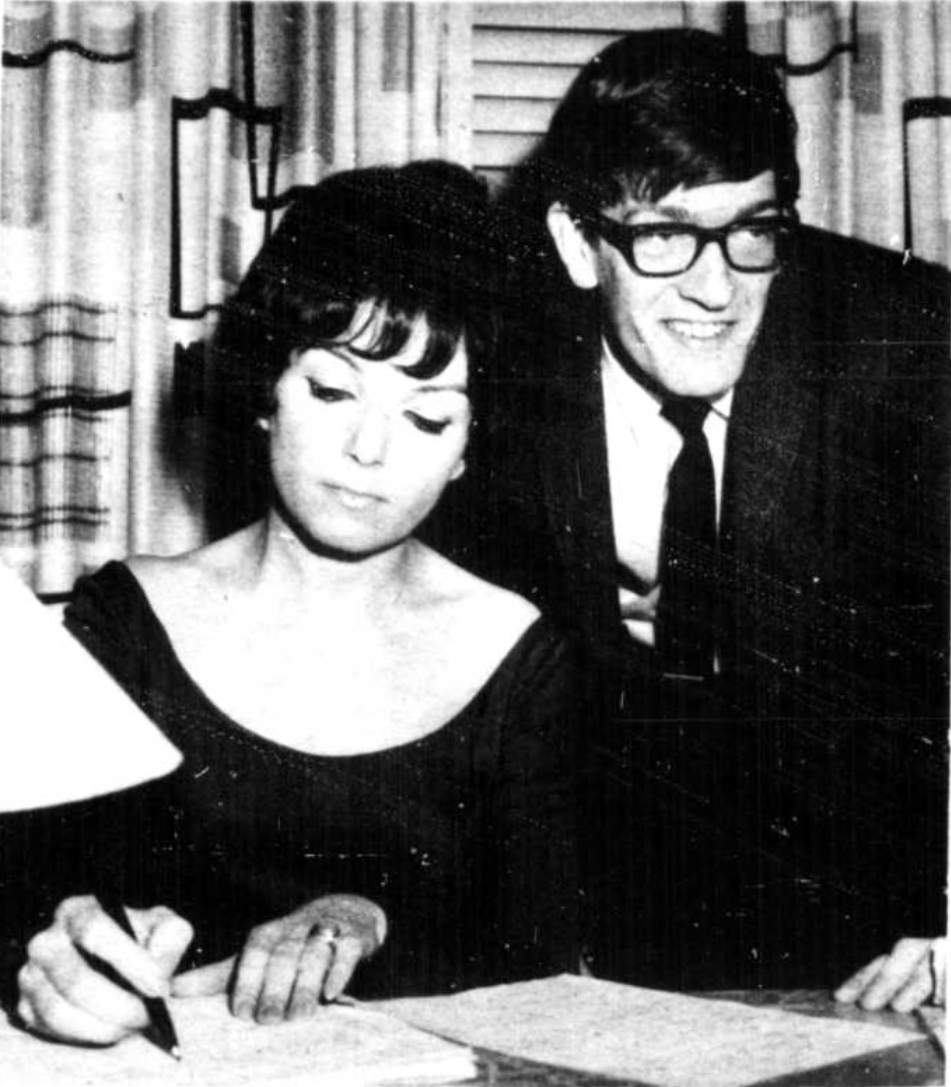
Monique Leyrac et son accompagnateur François Cousineau.

En plus de jouer sur scène, Monique Leyrac apparaît à la télévision. Elle joue dans de nombreux téléthéâtres, dont La Cerisaie de Tchekhov et Le Ciel de lit de Jan de Hartog. Elle interprète également le rôle de la secrétaire Claire dans la populaire série Les Enquêtes Jobidon aux côtés de Marc Favreau, Yvon Dufour et Henri Norbert  ainsi que dans La Boîte à Surprise sur les ondes de Radio-Canada.
Tout en continuant à jouer sur scène, sa présence à l'écran se confirme dans des émissions de variétés comme Ce soir ou jamais, Bonsoir Chérie, En scène et Plein soleil avec Pierre Thériault,.
Puis, en octobre 1964, Monique Leyrac est choisie pour animer Pleins feux à la télévision de Radio-Canada. Ceci marque un autre tournant dans sa carrière. Cette émission de variétés lui permet de faire connaître chaque semaine pendant une heure ses talents de chanteuse, de danseuse et d'animatrice à un plus vaste public qu'au théâtre. C'est dans ce cadre qu'elle fera non seulement la rencontre de nombreux artistes québécois et étrangers, mais qu'elle développera également un nouveau répertoire de chansons. Ceci la mène à enregistrer un deuxième disque. Son album Pleins feux sur Monique Leyrac paraît à la fin de 1964.

#### Consécration internationale
En décembre 1964, Monique Leyrac est invitée à chanter en première partie du spectacle des Swingle Singers à la Place des Arts de Montréal. Interprétant des airs de Jean-Sébastien Bach adaptés en jazz, le groupe se fait toutefois éclipser par l'accueil du public réservé à la chanteuse comédienne. Le spectacle est un grand succès, à tel point que la direction de Radio-Canada décide de choisir Monique Leyrac comme déléguée officielle du Canada au Festival international de la chanson qui a lieu en août 1965 à Sopot, en Pologne.
Lors de ce festival, en présence de représentants de 35 pays, elle choisit d'interpréter la chanson polonaise La Petite mélodie qui revient et la chanson québécoise Mon Pays de Gilles Vigneault. Ses interprétations sont accueillies en triomphe, lui méritant les deux premiers prix du Festival,. Une semaine plus tard, le 16 août 1965, elle remporte le grand prix du Festival de la chanson à Ostende, en Belgique. Commentant le verdict du jury, le quotidien bruxellois Le Soir écrit : « Il y a très longtemps qu'on n'avait plus assisté à l'éclosion d'une personnalité aussi résolument "neuve" que Monique Leyrac. Style, tenue de scène, voix surprenante de pureté, diction de comédienne, interprétation frémissante et sensible : Monique Leyrac est une lauréate dont on se souviendra ».
Ces récompenses sont suivies en 1966 d'une tournée internationale la menant au Town Hall et au Carnegie Hall de New York, à L'Olympia de Paris, sur les scènes de Moscou, Leningrad en URSS et Tallin en Estonie,. Cette tournée de récitals se poursuit en 1967 dans plus de 26 villes du Québec, notamment à l'Expo-théâtre et à la Salle Wilfrid-Pelletier de Montréal, ainsi qu'au Massey Hall de Toronto.

#### Retour en France
En juin 1968, Monique Leyrac s'installe en France avec sa famille. Tout en faisant des retours périodiques au Québec, elle poursuit sa carrière à partir de l'Hexagone. Ses apparitions à la télévision française lui permettent de se constituer un nouveau répertoire en anglais et en français (avec des chansons de Michel Legrand, Marc-Fabien Bonnard, Valto Laitinen et Jean-Jacques Debout). La même année, elle se produit au Rolf Harris Show à la BBC de Londres.
L'année suivante, en juin 1969, elle est invitée à la prestigieuse émission de variétés américaine Ed Sullivan Show. Dans l'histoire de cette émission, seulement trois artistes québécois y ont participé : Les Jérolas (Jérôme Lemay, Jean Lapointe) et Monique Leyrac.
En 1970, elle obtient un premier rôle dans le film The Act of the Heart de Paul Almond.

### Spectacles concepts

#### Nelligan
Dans les années 1970, Monique Leyrac est encouragée par son imprésario Sam Gesser à faire une carrière proprement américaine. Toutefois, les contraintes imposées par le vedettariat américain cadrent mal avec les attentes de la chanteuse comédienne. Refusant de se laisser dicter des choix artistiques, qu'elle jugeait superficiels et contraires à ses aspirations profondes, elle finit par renoncer à percer aux États-Unis afin de poursuivre une direction tout à fait originale.
Durant ses récitals, Monique Leyrac avait développé l'habitude de présenter chacune de ses chansons avec une touche théâtrale, comme de petits morceaux de mise en scène. Creusant cette idée de « chanson-théâtre » mariant « la fantaisie, la musique et le théâtre », elle travaille sur la conception d'un nouveau genre de spectacle solo. Cherchant une voix poétique capable de porter ce nouveau genre de spectacle, elle trouve son compte dans les textes d'Émile Nelligan, un auteur tombé dans l'oubli à cette époque. Émue par la mélancolie et la soif d'absolu se dégageant de cette poésie, avec la musique d'André Gagnon, Monique Leyrac met au point un spectacle d'une grande sobriété, cherchant à préserver la mélodie naturelle des compositions. Après de longs mois de préparation, Nelligan prend l'affiche au printemps 1974.
Dans sa biographie, François Dompierre décrit la mise en scène de Nelligan : « Côté jardin, côté cour, deux pianos se font face. Au centre de la scène, entre les pianistes, l'interprète se détache en pleine lumière […]. Les textes parlés s'enchaînent aux chansons, aux interludes instrumentaux, sans interruption, d'un trait, sans applaudissements. La salle est plongée dans le noir absolu et le silence du public est si parfait que les pianistes ont l'impression qu'ils jouent pour eux seuls et pour la chanteuse, habitée, ensorcelante ».
La critique est dithyrambique. Le spectacle est repris en 1975 au Gesù, puis au petit Théâtre de l'Odéon à Paris en 1978 sous le titre Le mai d'amour. La critique française se montre tout aussi élogieuse. Monique Leyrac fait ainsi découvrir à un public étranger la poésie d'Émile Nelligan tout en le faisant revivre dans la mémoire collective des Québécois.

#### Monique Leyrac chante Félix Leclerc,DivineSarahetDes Paradis artificiels
Portée par le succès du spectacle concept Nelligan, Leyrac s'attèle à un deuxième spectacle consacré à l'œuvre d'un autre poète lui tenant à cœur : Félix Leclerc. Misant sur la qualité évocatrice des images et des récits de Leclerc, le spectacle s'ouvre sur un gramophone des années 1950, jouant Le Petit bonheur. Afin de marquer un contraste avec cette image empreinte de nostalgie, la chanteuse s'approprie les chansons et les réinterprète à sa manière, avec un ensemble de quatre musiciens l'accompagnant au synthétiseur, au mélodica, à la flûte à bec, à la contrebasse et au violoncelle. Cette réinterprétation enchantera Félix Leclerc, dès le soir de la première en janvier 1977.
En 1981 et 1982, elle monte deux autres spectacles : Divine Sarah (consacré à Sarah Bernhardt) et Des Paradis artificiels (textes de Charles Baudelaire, dits ou chantés sur de la musique de Léo Ferré).

### Dernières années
Après avoir repris son spectacle Nelligan en 1985, Monique Leyrac délaisse la chanson pour se consacrer au théâtre et à la télévision. Elle joue notamment le rôle de Laurence Trudel dans le téléroman Des dames de cœur. En 1988, elle monte le spectacle Paris-Berlin 1925-1939 avec le comédien Paul Savoie, mettant en scène des chansons et des poèmes de Jacques Prévert et Bertolt Brecht. Elle apparaît également dans des productions des Femmes savantes (Nouvelle Compagnie Théâtrale, 1990), dans les versions anglaise et française de Sarah Bernhardt et la bête (de Michael Bawtree, 1990) et dans Le Voyage du couronnement (Théâtre du Nouveau Monde, 1995).
Prenant sa retraite en 1995, elle s'installe à Sutton en 2000. Elle meurt le 15 décembre 2019 à Cowansville à l'âge de 91 ans.

## Vie personnelle
Monique Leyrac a été la conjointe de l'acteur et metteur en scène Jean Dalmain de 1952 à 1979. De leur union est née une fille, Sophie Gironnay, le 6 août 1953.

### Opinions politiques
Grandissant dans une maison politisée, sa mère était une admiratrice « sans borne » d'Henri Bourassa, tandis que son père était un partisan de Maurice Duplessis.
Dans ses souvenirs de l'époque de la Seconde Guerre mondiale, Monique Leyrac raconte avoir donné son appui au Bloc populaire : « J'avais moi-même embrigadé deux ou trois amies, et nous allions en bande assister aux réunions du parti [le Bloc populaire] au Stade de la rue Fullum pour y soutenir nos candidats : Maxime Raymond, André Laurendeau, Jean Drapeau et les autres. Noyés dans la foule nous écoutions avidement la bonne parole qui tombait des micros, puis, happés par l'enthousiasme et le délire général, nous clamions à pleins poumons notre adhésion, bouleversés que nous étions, remués jusqu'aux tripes par la possibilité entrevue de retrouver la dignité perdue deux siècles plus tôt, d'enfouir à jamais dans l'oubli l'humiliation subie et redevenir un peuple debout. Je sortais de là aphone et rageuse, trépignant d'impatience de n'avoir que quatorze ans et d'avoir encore plusieurs années à attendre avant de pouvoir voter, mais avec tout de même l'impression consolante d'avoir œuvré pour le bien de tous ».
Plusieurs années plus tard, revenant sur ces souvenirs, Monique Leyrac jugeait que le Bloc populaire « contenait déjà en germe […] l'idée d'indépendance [du Québec] qui a tellement remué nos consciences […] » et qui habitait plus tard celui des « étudiants des années [1960], que je voyais bondir sur [leurs] pieds en hurlant quand je chantais Mon pays et qui réveilliez en moi tant de souvenirs oubliés qui ne demandaient qu'à ressurgir ». L'arrivée du Rassemblement pour l'indépendance nationale (RIN) est apparue à ses yeux comme l'aboutissement naturel d'un cheminement politique depuis son enfance : « Ainsi, en remontant à la source, je découvre que le petit pépin semé autrefois par ma mère dans mon vierge cerveau d'enfant avait germé, donné sa première fleur à quatorze ans et était devenu, au temps du RIN, un fruit longuement mûri. Ce n'est qu'à ce moment que la flamme mise en veilleuse s'est rallumée et que je jugeai opportun de voter, pour la première fois de ma vie. Nous étions alors au temps de Lesage et de son équipe de révolutionnaires tranquilles. Ceux-ci, depuis quelques années au pouvoir, avaient tendance à quelque peu s'endormir sur leurs lauriers et à devenir décidément par trop tranquilles. Ils méritaient d'être un peu bardassés. C'est pourquoi plusieurs d'entre nous, jugeant qu'ils méritaient une leçon et avaient besoin d'être un peu poussés au cul, décidâmes de donner notre vote tout neuf au RIN de façon à renforcer l'opposition ».

## Discographie

### Albums
- 1963 : Monique Leyrac chante Léveillée et Vigneault
- 1964 : Pleins feux sur Monique Leyrac
- 1965 : Monique Leyrac
- 1966 : Monique Leyrac en concert
- 1967 : Monique Leyrac
- 1967 : Monique Leyrac à Paris
- 1968 : Monique Leyrac chante la joie de vivre
- 1968 : Beautiful morning
- 1969 : Monique Leyrac
- 1972 : Monique Leyrac : 1678-1972
- 1975 : Monique Leyrac chante Nelligan
- 1977 : Monique Leyrac chante Félix Leclerc

### Compilations
- 1971 : Les grands succès de Monique Leyrac
- 1973 : Parlez-moi de vous (2 disques)
- 1975 : L'hiver
- 1996 : Les refrains d'abord
- 1997 : Collection Émergence
- 2007 : La diva des années 60

## Filmographie

### Cinéma
- 1949 : Les Lumières de ma ville, de Jean-Yves Bigras : Monique Fontaine
- 1970 : Act of the Heart (Acte du cœur), de Paul Almond : Johane Foss

### Télévision
- 1954-1955 : Anne-Marie, d'Eugène Cloutier : Anne-Marie
- 1959 : Félix Leclerc, troubadour, de Claude Jutra : elle-même
- 1962-1964 : Les Enquêtes Jobidon, de Marcel Cabay, Gilles Carle, Guy Fournier et cie : Mlle Claire
- 1985 : Divine Sarah, de Danièle J. Suissa : Sarah Bernhardt
- 1986-1988 : Des dames de cœur, de Lise Payette : Laurence Trudel

## Honneurs
- 1965 : Interprète féminine de l'année au Gala du disque québécois
- 1967 : Officier de l'Ordre du Canada
- 1979 : Prix Calixa-Lavallée
- 1997 : Prix des arts de la scène du Gouverneur général
- 1998 : Chevalier de l'Ordre national du Québec
- 2013 : Prix Denise-Pelletier[93]